# Єнгалишевська сільська рада
Єнгали́шевська сільська рада (рос. Енгалышевский сельский совет) — муніципальне утворення у складі Чишминського району Башкортостану, Росія. Адміністративний центр — село Єнгалишево.

## Населення
Населення — 860 осіб (2019, 935 у 2010, 1031 у 2002).

## Склад
До складу поселення входять такі населені пункти:
| Населений пункт     | Населення, осіб (2002) | Населення, осіб (2010) |
| ------------------- | ---------------------- | ---------------------- |
| Балагушево, село    | 272                    | 241                    |
| Борискино, присілок | 114                    | 101                    |
| Єнгалишево, село    | 493                    | 485                    |
| Лентовка, присілок  | 27                     | 21                     |
| Сабурово, присілок  | 55                     | 43                     |
| Семеновка, присілок | 70                     | 44                     |